# Yitzhak Shamir
Yitzhak Yezernitsky, ngày 22 tháng 10 năm 1915 - ngày 30 tháng 6 năm 2012) là một chính trị gia Israel và là Thủ tướng thứ bảy của Israel, phục vụ hai nhiệm kỳ, 1983-84 và 1986-1992. Trước khi thành lập quốc gia Israel, Shamir là một lãnh đạo của nhóm bán quân sự Do Thái giáo Lehi. Sau khi thành lập Nhà nước Israel ông phục vụ trong Mossad từ năm 1955 đến năm 1965, một thành viên của Knesset, một diễn giả của Knesset và một Bộ trưởng Ngoại giao. Shamir là thủ tướng dài nhất thứ ba của đất nước sau David Ben-Gurion và Benjamin Netanyahu.

## Tiểu sử
Yitzhak Yezernitsky (sau này là Yitzhak Shamir) sinh ra ở làng Ruzhany, tỉnh Grodno, Đế quốc Nga (nay là Bêlarut), sau Thế chiến I đã trở thành một phần của Ba Lan, là con của Perla và Shlomo, Chủ một nhà máy da. Những người gần gũi với Shamir lưu ý rằng "anh ta thường hồi tưởng tuổi thơ và tuổi trẻ của mình ở Bêlarut" [6] Shamir sau đó chuyển đến Białystok, Ba Lan và học tại một mạng lưới trường trung học Hebrew. Khi còn trẻ, ông gia nhập Betar, phong trào thanh thiếu niên theo chủ nghĩa phục hồi của người Do Thái. Ông học luật tại Đại học Warsaw, nhưng cắt giảm các nghiên cứu ngắn để di cư sang Palestine bắt buộc sau đó là Shamir đã từng tuyên bố rằng "mọi người Pole đã hút thuốc chống Do Thái bằng sữa mẹ của mình". Nhận xét gây ra tranh cãi trong phạm vi Ba Lan là vu khống và vu khống. Nhà văn Ba Lan và cựu chiến binh phản chiến Jan Nowak-Jeziorański bình luận: "Kết luận từ những cuộc tàn sát năm 1941 rằng Holocaust là công việc phổ biến của người Ba Lan và người Đức là phỉ báng. Tất cả những ai cảm thấy mình là người Ba Lan có trách nhiệm tự vệ chống lại những điều đó Có thể sẽ bị buộc tội có thái độ thờ ơ với sự tàn phá của người Do Thái - nếu không vì thực tế là toàn bộ thế giới văn minh phản ứng với sự diệt chủng bằng sự thờ ơ và thụ động. Sự khác biệt là người Ba Lan Những người chứng kiến, những nhân chứng tự vệ sống trong sự sợ hãi liên tục cho cuộc sống của họ và cuộc sống của gia đình họ. "